# ビュットハルト
ビュットハルト (ドイツ語: Bütthard) はドイツ連邦共和国バイエルン州ウンターフランケン地方のヴュルツブルク郡に属す市場町で、ギーベルシュタット行政共同体を形成する市町村である。

## 地理
ビュットハルトはヴュルツブルク開発計画地域に属す。

### 自治体の構成
この町は、公式には7つの地区 (Ort) からなる。このうち小集落や孤立農場などを除く集落を以下に列記する。
- ビュットハルト
- ガウレッタースハイム
- ギュッツィンゲン
- ヘッティンゲン
- エスフェルト
- ティーフェンタール

## 歴史
この村はアルヌフ王の889年の庇護状に初めて記録されている。城と"Ambt Buttriet"は、1377年1月12日にホーエンローエ伯からヴュルツブルク司教に譲渡された。1503年、司教領主ロレンツ・フォン・ビプラがこの村に市場開催権を授けた。1803年の世俗化によってヴュルツブルク司教領の旧アムトはバイエルン大公領となった。1805年にトスカーナ大公フェルディナンド3世が創設したヴュルツブルク大公国に移されたが、1814年にこれが廃止されると最終的にバイエルン王国領となった。
マルクト広場に面したシナゴーグを有していたユダヤ人組織に属した人々は、国家社会主義の時代、1937年までに追放、または強制収容所に送致された。ホロコーストで殺害されたユダヤ人住民の記念プレートが町役場に掲げられている。

### 人口推移
- 1970年 1,415人
- 1987年 1,318人
- 2000年 1,333人

## 行政
首長はペーター・エルンスト (CSU) である。彼は、2020年3月15日の選挙で 51.79 % の票を獲得して町長に選出された。

## 経済と社会資本

### 教育
- 国民学校 1校

## 引用
1. ↑  https://www.statistikdaten.bayern.de/genesis/online?operation=result&code=12411-003r&leerzeilen=false&language=de Genesis-Online-Datenbank des Bayerischen Landesamtes für Statistik Tabelle 12411-003r Fortschreibung des Bevölkerungsstandes: Gemeinden, Stichtag (Einwohnerzahlen auf Grundlage des Zensus 2011)
2. ↑  Bayerische Landesbibliothek Online
3. ↑  Gedenkstätten für die Opfer des Nationalsozialismus. Eine Dokumentation, Band 1. Bundeszentrale für politische Bildung, Bonn 1995, ISBN 3-89331-208-0, S. 120
4. ↑  “Wahl des ersten Bürgermeisters - Kommunalwahlen 2020 im Markt Bütthard - Gesamtergebnis”. 2021年4月11日閲覧。